# Valle de Santa Ana (kommun)
Valle de Santa Ana är en kommun i Spanien.   Den ligger i provinsen Provincia de Badajoz och regionen Extremadura, i den sydvästra delen av landet, 400 km sydväst om huvudstaden Madrid. Antalet invånare är 1 181.